# 翟雅各

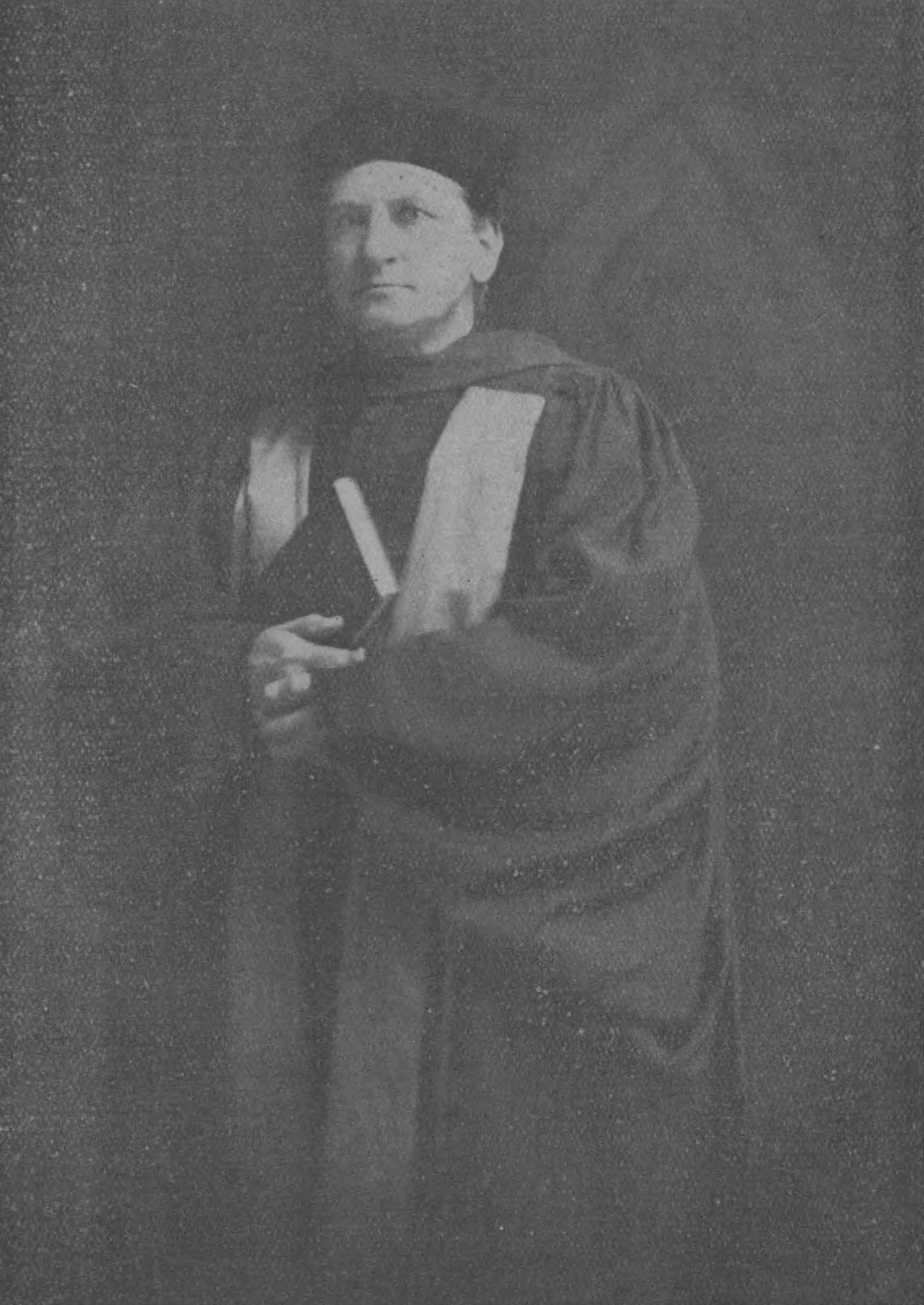
武昌文华大学校监院翟雅各先生肖像

翟雅各（英語：James Jackson, 1851年1月29日—1918年4月22日），英国来华传教士。
1851年1月29日，翟雅各出生于英格兰兰开夏郡。1876年，翟雅各为循道会在广东的传教士。1878年夏，他和同教会的女传教士简·凯瑟琳·拉德克利夫（Jane Catherine Radcliffe）结婚。不久后，他辞去循道会的工作，前往美国。在纽约市，翟雅各加入美以美会，在那里的华人中传教。1882年，他被派往中国，开辟了芜湖教区。1888年至1899年，他担任九江同文书院院长。1900年，翟雅各从美以美会辞职，加入美国圣公会，在上海圣约翰大学短期执教后，1901年他被任命为武昌文华书院院长。在他主持下，文华书院取得很大发展，1903年开设大学课程，1909年在美国注册为文华大学，1915年开始颁授硕士学位。1909年，翟雅各获三一学院荣誉神学博士学位。1917年，翟雅各退休到九江居住，1918年4月22日在九江去世。为纪念他，文华大学将新建的体育馆命名为翟雅各健身所，该建筑保存至今，现为武汉市优秀历史建筑。

## 著作
香港浸会大学图书馆基督教古籍数据库 （页面存档备份，存于）录有翟雅各以下著作：
- 《舊約出埃及記註釋》 (Conference Commentary on Exodus) / 翟雅各 (Jackson, James, 1851-1918). 上海 ：中國聖教書會，1903.  （页面存档备份，存于） 「基督教古籍數據庫」(香港浸會大學圖書館)
- 《舊約利未記註釋》 (Conference Commentary on Leviticus) / 翟雅各 (Jackson, James, 1851-1918) . 上海 ：中國聖教書會，1903.  （页面存档备份，存于） 「基督教古籍數據庫」(香港浸會大學圖書館)
- 《舊約民數紀略註釋》 (Conference Commentary on Numbers ) / 翟雅各 (Jackson, James, 1851-1918). 上海 ：中國聖教書會，1903.  （页面存档备份，存于） 「基督教古籍數據庫」(香港浸會大學圖書館)
- 《腓立比書釋義》 (Commentary on Philippians) / 武昌文華書院監翟雅各 (Jackson, James, 1851-1918). 上海 ：中國聖教書會，1904.  （页面存档备份，存于） 「基督教古籍數據庫」(香港浸會大學圖書館)
- 《以弗所人書釋義》 (Commentary on St. Paul's Epistle to the Ephesians) /  武昌文華書院監翟雅各 (Jackson, James, 1851-1918). 上海：中国圣教书会，1904.  （页面存档备份，存于） 「基督教古籍數據庫」(香港浸會大學圖書館)